# Smoljinac
Smoljinac (em cirílico:Смољинац) é uma vila da Sérvia localizada no município de Malo Crniće, pertencente ao distrito de Braničevo, na região de Stig. A sua população era de 1704 habitantes segundo o censo de 2009.

## Demografia
| 1948  | 1953  | 1961  | 1971  | 1981  | 1991  | 1992  | 2009  |
| ----- | ----- | ----- | ----- | ----- | ----- | ----- | ----- |
| 3 108 | 3 219 | 3 110 | 3 043 | 2 955 | 2 753 | 1 873 | 1 704 |